# Incident de Daecheong
Conflit maritime inter-coréen
Batailles
- Gangneung
- Yeosu
- Yeonpyeong (1re)
- Amami-Ōshima
- Yeonpyeong (2e)
- Daecheong
- Baengnyeong
- Yeonpyeong (bombardement)

L'incident de Daecheong, également connu sous le nom de bataille de Daecheong, est une escarmouche entre les marines sud-coréennes et nord-coréennes près de la ligne de limite du nord (NLL) le 10 novembre 2009 au large de l'île de Daecheong.
Une canonnière de la RPDC est endommagé, faisant huit victimes, tandis que la marine sud-coréenne (ROK) ne dénombre aucune perte humaine.

## Engagement
L'incident commence à 11 h 27 lorsqu'une canonnière de la marine nord-coréenne traverse la NLL, qui n'est pas reconnue par la RPDC, suivi de deux avertissements verbaux d'unités navales sud-coréennes. Après une nouvelle annonce, l'un des patrouilleurs sud-coréens tire un coup de semonce. En réponse, le bateau nord-coréen fait feu sur celui-ci. Cela donne lieu à un bref échange de tirs entre les parties. Le navire nord-coréen tire environ 50 obus et le navire sud-coréen riposte avec 200 obus.
L'Agence centrale de presse coréenne (KCNA), l'agence de presse officielle de la Corée du Nord, accuse la marine sud-coréenne d'avoir provoqué la confrontation à la frontière maritime entre les deux Corées.

## Conséquences
Après la bataille, la Corée du Sud affirme que son patrouilleur n'a subi que des dommages superficiels (15 impacts de balles sur le flanc du navire) sans faire de victimes, tandis que le patrouilleur nord-coréen, ravagé par le feu, aurait été partiellement détruit. Selon une agence de presse sud-coréenne, la Corée du Nord dénombrerait quatre victimes (1 tué / 3 blessés). D'un autre côté, un transfuge déclare qu’environ 10 marins nord-coréens ont été tués au combat.
À la suite de cet incident naval, le porte-parole américain de la Maison-Blanche, Robert Gibbs, a mis en garde la Corée du Nord contre toute intervention ultérieure de ce type en mer Jaune, sans pour autant imputer aux Nord-Coréens la responsabilité de l'incident ; le département d'État, quant à lui, s'est refusé à tout commentaire dans un premier temps, avant d'inviter la Corée du Nord à abandonner « les discours guerriers » et les « actions de provocation ». De nombreux observateurs ont fait remarquer que l'incident de Daecheong est survenu à quelques semaines de la visite en Corée du Nord de Stephen Bosworth, représentant spécial du département d'État américain pour la Corée du Nord depuis février 2009.